# Lake Waiparera
Der Lake Waiparera ist ein See im nördlichen Teil der Region Northland auf der Nordinsel von Neuseeland.

## Geographie
Der Lake Waiparera befindet sich östlich des südlichen Teils des Aupōuri Forest und rund 4,5 km von der Westküste des südlichen Teils der Aupōuri Peninsula entfernt, an dessen Küste der Ninety Mile Beach beginnend von Ahipara nach Norden verläuft. Der Rangaunu Harbour ist hingegen rund 3 km in östlicher Richtung zu finden. Der rund 108 Hektar große und bis zu 5,2 m tiefe See erstreckt sich über eine Länge von rund 1,44 km in Nord-Süd-Richtung und misst an seiner breitesten Stelle rund 920 m. An seiner östlichen Seite verläuft der New Zealand State Highway 1 nach Norden.
Der See ist der größte seiner Art auf der Aupōuri Peninsula. Er wird durch ein paar wenige kleine Bäche gespeist, besitzt aber keinen Abfluss mehr.

## Umweltproblem
Im Dezember 2014 wurde vor dem Baden in dem See gewarnt. Jeglicher Kontakt mit dem Wasser sollte seinerzeit vermieden werden. Die Ursache für die bakterielle Verunreinigung des Wassers, das nicht durch Durchfluss auf natürliche Weise erneuert wird, sah man damals in den auf dem See lebenden Schwänen und den Kanada-Gänsen, die durch ihre Ausscheidungen den Nährstoffgehalt des Sees anheben. Einen weiteren Grund sah man in der Unterbrechung des Abfluss des Sees in den Rangaunu Harbour und dem dadurch unterbrochenen Austausch und Erneuerung des Wassers.